# ماریا خوزه پرز گونزالس
ماریا خوزه پرز گونزالس (انگلیسی: María José Pérez González؛ زادهٔ ۱۹ مارس ۱۹۸۴) بازیکن فوتبال اهل اسپانیا است.
وی همچنین در تیم‌های ملی فوتبال Spain women's national under-19 football team و زنان اسپانیا بازی کرده‌است.